# ネイルサロン・パリス 〜恋はゆび先から〜
『ネイルサロン・パリス 〜恋はゆび先から〜』（ネイルサロンパリス こいはゆびさきから）は、韓国のアイドルグループ KARA のメンバーパク・ギュリ主演の連続テレビドラマ。韓国のケーブルチャンネルの MBCQueeN と MBCドラマネットで2013年5月3日から6月28日まで放送された。毎回約55分。全10回。

## 登場人物
ホン・ヨジュ（愛称：バニー）
演 - パク・ギュリ
小説家。
キム・ジホン（愛称：アレックス）
演 - チョン・ジフ（チン・ヒョンビン）
ネイリスト。
カン・ジョンヒョク（愛称：ケイ）
演 - ソン・ジェリム
ネイリスト。
ジン
演 - チョンドゥン
ネイルアーティスト。
クム・ミリョ
演 - キム・チェヨン
ネイルサロン・パリスの社長。
ウミン
演 - ピョン・ウミン
カフェの主人。
キム・ジス
演 - ハン・ソヨン
ヨジュの親友。

## 韓国国外での放送

### 日本
日本では、地上波放送のTBSテレビで2013年11月5日から韓流セレクト枠で放送された。放送に先立って主人公ヨジュ役を演じるKARAのパク・ギュリと共演者のチョン・ジフ、ソン・ジェリム、MBLAQのチョンドゥンがそろって来日し、日本での放送とDVDの発売に関する記者会見を10月22日に開いた。DVDは放送より前の10月25日に『ネイルサロン・パリス ～恋はゆび先から～ ディレクターズカット完全版 DVD-SET 1』『（同）DVD-SET 2』として発売され、同日レンタルも開始された。
TBSテレビの放送では、主音声は日本語吹き替えで、副音声はオリジナルの朝鮮語で放送された。吹き替えの担当者は次のとおりである。
- ホン・ヨジュ（愛称：バニー）- 内田真礼[7]
- キム・ジホン（愛称：アレックス）- 川島得愛[7]
- カン・ジョンヒョク（愛称：ケイ）- 土田大[7]
- ジン - 須藤翔[7]
- クム・ミリョ - 辻祐子[7]
- ウミン - 鈴木佑治[7]
- キム・ジス - 深田愛衣[7]

他に衛星放送のBS-TBSで2014年1月13日から、有料放送のKNTVで2014年1月1日から放送された。